# One More Time (gruppo musicale)
Gli One More Time sono stati un gruppo musicale svedese attivo dal 1991 al 1997.

## Storia
Il gruppo ha partecipato all'Eurovision Song Contest 1996 con il brano Den vilda, in rappresentanza della Svezia, classificandosi al terzo posto. Pochi mesi prima aveva vinto al Melodifestivalen con la stessa canzone.

## Discografia
- 1992 – Highland
- 1994 – One More Time
- 1996 – Den vilda
- 1997 – Living in a Dream

## Membri del gruppo
- Peter Grönvall (1991-1997)
- Nanne Grönvall (1991-1997)
- Maria Rådsten (1991-1997)
- Thérèse Löf (1991-1992)